# 菅井竜也
菅井 竜也（すがい たつや、1992年4月17日 - ）は、将棋棋士。井上慶太門下。棋士番号は278。岡山県御津郡御津町（現岡山市北区）出身。 2017年、第58期王位戦でタイトルを獲得。振り飛車党で「菅井新手」と呼ばれる序盤の工夫でも知られており、2015年には升田幸三賞を受賞した。

## 棋歴

### プロ入りまで
5歳の時に父親より将棋を教わる。小学4年の時に森内俊之の指導対局目当てで参加した将棋日本シリーズこども大会・岡山大会で準優勝。これをきっかけに様々な全国大会にも参加するようになる。2003年、御津町立御津小学校5年の時に第28回小学生将棋名人戦に出場（地方大会出場時は4年）。西の代表2人のうちの1人となり、NHK教育テレビで放映される準決勝に進んだ。結果は敗れて3位。同年、地元岡山で開催された第2回全国小学生倉敷王将戦では高学年の部で優勝。
2004年、小学6年（地方大会出場時は5年）で出場した第29回小学生将棋名人戦では、佐々木勇気に決勝で敗れ準優勝。第58回アマチュア名人戦では大人達に混じって戦い、岡山県代表となる。同年、奨励会入会。
奨励会三段リーグには第43回（2008年度前期）から参加。常に昇段争いに加わり、4期目では序盤の1勝2敗からの13連勝という爆発力を見せ、最終日の2局を残してプロ入りを決める（最終成績は15勝3敗）。また、消化試合となった最終日には、当時中学3年の佐々木勇気に勝ち、中学生棋士誕生の記録を阻んだ。

### プロ入り後
プロ1年目の2010年度に、早くも32勝10敗・勝率.762の好成績を挙げ、第5回（2011年度）大和証券杯ネット将棋・最強戦に四・五段の4人枠中4位で出場。1回戦で羽生善治名人を破ったのを皮切りに、豊島将之六段、屋敷伸之九段を下して決勝に進出。決勝では同じく四・五段枠から出場した村山慈明五段を下して、棋戦初優勝を果たした。またこの結果を受けて日本将棋連盟役員会で審議が行われ、「類まれなる成績」により五段に昇段することが決定。決勝と同日の2011年8月21日付で昇段した。2011年度は他にも、本戦初出場の第61回NHK杯テレビ将棋トーナメントでベスト8（2回戦で師匠の井上慶太との「師弟対決」に勝利）、第5回朝日杯将棋オープン戦でもベスト4と活躍した。また、第70期順位戦C級2組でも9勝1敗の好成績だったが、阿部健治郎、中村太地、船江恒平の3人が10戦全勝を記録した為、不運にもC級1組への昇級はならなかった。なお、菅井の1敗は、兄弟子の船江との「同門対決」で喫したものである。2011年度はこれらの活躍により、第39回将棋大賞新人賞を受賞した。
2012年度の第6回朝日杯将棋オープン戦で、丸山忠久、森内俊之、谷川浩司を破るも、決勝戦で渡辺明に敗れて準優勝となった。
同年度は順位戦も前年度に続き好調を維持し9勝1敗。同星に阪口悟と斎藤慎太郎がいたが順位最上位のため1位の成績でC級1組への昇級を遂げた。
2013年の第71期順位戦では、8勝2敗を上げるも順位差で同星の最上位佐々木慎が昇級し、同じく同星の中村太地と共に昇級を逃す。
2014年3月15日、第3回将棋電王戦において、プロ棋士側の先鋒として第23回世界コンピュータ将棋選手権7位の習甦と対戦。コンピューター側の着手を「電王手くん」というロボットが担当したが、トラブルがあって夕食休憩入り直後にコンピューター側が着手をしてしまい、30分の考慮時間を菅井が得る形となった。対局は98手までで習甦に敗退した。
2014年7月19日、電王戦リベンジマッチにおいて第3回将棋電王戦で敗れた習甦と再度対戦。持ち時間が8時間ずつで、深夜をまたぐ対局となった。振り飛車ではなく居飛車を採用したが、中盤の長考がたたって持ち時間を失い、144手で習甦に再度敗れた。
2015年3月9日、第73期順位戦C級1組で高野秀行に勝利し、9勝1敗の同星に澤田真吾がいたが、順位差で1位でB級2組に昇級を果たす。これにより、翌日六段昇段となる。同年9月29日、第46期新人王戦決勝で大橋貴洸三段を下し優勝。11月5日、竜王戦2期連続昇級により、七段昇段。
第75期（2016年度）B級2組順位戦では、8勝2敗・2位の成績をあげ、B級1組への昇級を決めた。

### タイトル戦・主要棋戦での活躍
第58期（2017年度）王位戦は挑戦者決定リーグ白組にて優勝を飾ると、2017年6月9日、紅組優勝の澤田真吾との挑戦者決定戦に勝ち、羽生善治王位への挑戦権を獲得した。2017年8月30日、3勝1敗で迎えた第5戦を108手で勝利し、6連覇中の羽生を下して自身初のタイトルを手にした。同時に、平成生まれの棋士として初めてのタイトルホルダーとなった。
初防衛戦となった第59期（2018年度）王位戦は、棋聖挑戦中であった豊島将之を迎えて行われた。先手番で先勝した第1局のあとで棋聖を獲得した豊島との七番勝負は、先手番側が勝ち続けてフルセットに持ち込まれた末、最終第7局で後手をもった菅井が破れて1期で失冠となった。2018年度将棋日本シリーズでは中村太地、丸山忠久を破るも、決勝戦で渡辺明に敗れて準優勝。第4期叡王戦では挑戦者決定三番勝負まで進出するも、永瀬拓矢に1勝2敗で敗れた。
2020年1月23日、第78期B級1組順位戦で斎藤慎太郎を破り、A級昇級と八段昇段を決めた。
2021年10月27日、第29期(2021年度)銀河戦決勝で渡辺明名人を破り、自身初の全棋士参加棋戦優勝を決めた。
第15回朝日杯将棋オープン戦では、2022年1月15日午前の本戦トーナメント1回戦で渡辺明名人、午後の準々決勝で豊島将之九段に勝利し、2月23日午前の準決勝で佐藤天彦九段、午後の決勝では兄弟子の稲葉陽八段をそれぞれ打ち破り、朝日杯の初優勝を飾った。
2023年3月16日、第8期叡王戦挑戦者決定戦で永瀬拓矢に勝ち、藤井聡太叡王への挑戦権を獲得した。4月11日から始まった叡王戦五番勝負では、1勝3敗で藤井叡王からのタイトル奪取はならなかった。第36期竜王戦では、初めて1組への昇級を決めた。なお、竜王戦6組初参加から決勝トーナメント出場経験が一度もないまま1組に昇級した棋士は、中川大輔・橋本崇載・飯島栄治・佐藤和俊に次いで菅井が史上5人目である。
第73期王将戦挑戦者決定リーグで5勝1敗で成績1位となり、藤井聡太王将への挑戦権を獲得したが、0勝4敗で終わった。

## 棋風
元来振り飛車党で、目標にしている久保利明を彷彿とさせる、捌きを重視する棋風であった。2013年あたりから相矢倉を中心として居飛車も指すようになり、2014年頃は、序盤で趣向を凝らした相矢倉を好んで指していた。2015年に入るとノーマル四間飛車も多用している。
序盤研究に定評があり、「菅井流」「菅井新手」と呼ばれる数々の戦法や新手を編み出していることでも有名で、対局相手にとっては的が絞りづらい棋風である。菅井流や菅井新手にはこれまで、後手角交換振り飛車#3三金型三間飛車、ゴキゲン三間飛車（うっかり三間飛車）や後手番4手目△3二飛、石田流▲7六飛早浮き型、対△3三角型左美濃▲7七角型石田流に▲9六歩～▲9八香の手待ち、先手ゴキゲン中飛車対△6四銀対抗型に▲7七銀-8八飛型、対超速3七銀のうち▲4六銀に対する△4四歩、対超速3七銀▲5八飛型に対する△4二銀-3二金型～△2四歩、対超速3七銀▲4五銀に△3一銀、対ゴキゲン中飛車#▲5八金右超急戦の△5七歩、対ゴキゲン中飛車#丸山ワクチン ▲2二角成に△同飛、▲6六歩に△4四角（6六の歩取りを受けさせての△2二飛から2筋逆襲）、中飛車左穴熊・左玉の対三間で浮き飛車保留、中飛車左穴熊の対向かい飛車に2手損居飛車戻し作戦（5八に振った飛車をまた2八に振り戻す）、相振り飛車後手3四飛型三間：先手右矢倉に対し腰掛銀にして△4五歩～△6五歩の矢倉崩し、矢倉3七銀等から▲4六銀・3七桂型に対する▲4六銀に△4五歩▲3七銀△5五歩、横歩取り3三角＋8四飛型で△2三歩（持ち歩を手放すが△4二銀の活用が可能）、横歩取り3三角＋8四飛型で△2三銀型から△2四飛のぶつけ狙いなど多数ある。

## 人物
4歳の頃からランニングを日課としている。
電王戦での二つ名は「振飛車電脳棋士」。ネットでは「勝率くん」と呼ばれることもある。

## エピソード
2018年10月18日に行われた第77期順位戦B級1組7回戦（対局者は橋本崇載八段）にて、相手の駒を飛び越える形で角を動かし、トップ棋士の対局としては異例の反則負けとなった。反則の概要は、「6八の地点」に△後手・橋本のと金があるにもかかわらず、「7九の地点」に位置する▲先手・菅井の角が「6八の地点」を飛び越える形で移動し「▲4六角」としたものである（「部分図」参照）。この対局の記録係だった齊藤裕也（当時奨励会員）は反則の局面で何が起きたのか理解できず、また、対局者も双方とも反則に気づかず平然と数手指し進めていたが、「その角（▲4六角）はどこから来たのか」と記録係・斎藤から尋ねられ菅井も反則を認識したという。
| 9 | 8 | 7  | 6  | 5 | 4 | 3  | 2 | 1 |    |
|   |   |    |    |   |   |    |   |   | 一 |
|   |   |    |    |   |   |    |   |   | 二 |
|   |   |    |    |   |   |    |   |   | 三 |
|   |   |    |    |   |   | 角 |   |   | 四 |
|   |   |    |    |   |   | 歩 |   |   | 五 |
|   |   |    |    |   |   |    |   |   | 六 |
|   |   |    |    |   |   |    |   |   | 七 |
|   |   |    | と |   |   |    |   |   | 八 |
|   |   | 角 |    |   |   |    |   |   | 九 |

| 9 | 8 | 7 | 6  | 5 | 4  | 3  | 2 | 1 |    |
|   |   |   |    |   |    |    |   |   | 一 |
|   |   |   |    |   |    |    |   |   | 二 |
|   |   |   |    |   |    |    |   |   | 三 |
|   |   |   |    |   |    | 角 |   |   | 四 |
|   |   |   |    |   |    | 歩 |   |   | 五 |
|   |   |   |    |   | 角 |    |   |   | 六 |
|   |   |   |    |   |    |    |   |   | 七 |
|   |   |   | と |   |    |    |   |   | 八 |
|   |   |   |    |   |    |    |   |   | 九 |

## 昇段履歴
- 2004年09月00日 ： 6級 = 奨励会入会
- 2005年02月00日 ： 初段[38]
- 2007年10月00日 ： 三段（第43回奨励会三段リーグ〈2008年度前期〉から三段リーグ参加）
- 2010年04月01日 ： 四段（第46回奨励会三段リーグ成績1位） = プロ入り[5]
- 2011年08月21日 ： 五段（「類い稀なる成績」による特別昇段=第5回ネット将棋・最強戦優勝、通算45勝16敗）[6]
- 2015年03月10日 ： 六段（順位戦B級2組昇級、通算165勝56敗）[9]
- 2015年11月05日 ： 七段（竜王戦連続昇級、通算189勝68敗）[10]
- 2020年01月23日 ： 八段（順位戦A級昇級、通算314勝136敗）[15]

## 主な成績

### 獲得タイトル
は2025年5月現在の在位。登場・連覇の 太字 は歴代最多記録。
他の棋士との比較は、タイトル獲得記録、将棋のタイトル在位者一覧を参照。
| タイトル                                 | 獲得年度 | 登場 | 獲得期数 | 連覇 | 永世称号（備考） |
| 竜王                                     | －       | 0    | －       | －   | －               |
| 名人                                     | －       | 0    | －       | －   | －               |
| 王位                                     | 2017     | 2回  | 1期      | －   | －               |
| 叡王                                     | －       | 1回  | －       | －   | －               |
| 王座                                     | －       | 0    | －       | －   | －               |
| 棋王                                     | －       | 0    | －       | －   | －               |
| 王将                                     | －       | 1回  | －       | －   | －               |
| 棋聖                                     | －       | 0    | －       | －   | －               |
| タイトル獲得 合計 1期 / 登場回数 合計4回 |          |      |          |      |                  |

（2023年度王将戦終了まで）
タイトル戦登場
- 王位：2回（第58期=2017年度 - 2018年度）
- 叡王：1回（第9期=2023年度）
- 王将：1回（第73期=2023年度)

登場回数 合計 4回（2023年度王座戦まで）

### 棋戦優勝
全棋士参加棋戦
- 銀河戦 (第29期 = 2021年度)
- 朝日杯将棋オープン戦 (第15回 = 2021年度)

その他の一般棋戦
- 大和証券杯ネット将棋・最強戦 (第5回)
- 新人王戦 (第46期)

優勝合計 4回

### 将棋大賞
- 第39回（2011年度） 新人賞
- 第42回（2014年度） 勝率一位賞（0.796）、最多勝利賞（43勝）、升田幸三賞[39]
- 第45回（2017年度） 優秀棋士賞[40]
- 第49回（2021年度） 敢闘賞

### 在籍クラス
| 開始 年度 | (出典)順位戦出典 | (出典)順位戦出典 | (出典)順位戦出典 | (出典)順位戦出典 | (出典)順位戦出典 | (出典)順位戦出典 | (出典)順位戦出典 | (出典)順位戦出典 | (出典)竜王戦出典 | (出典)竜王戦出典 | (出典)竜王戦出典 | (出典)竜王戦出典 | (出典)竜王戦出典 | (出典)竜王戦出典 | (出典)竜王戦出典 | (出典)竜王戦出典 | (出典)竜王戦出典 | (出典)竜王戦出典 |
| 開始 年度 | 期               | 名人             | A級              | B級              | B級              | C級              | C級              | 0                | 期               | 竜王             | 1組              | 2組              | 3組              | 4組              | 5組              | 6組              | 決勝 T           |                  |
| 開始 年度 | 期               | 名人             | A級              | 1組              | 2組              | 1組              | 2組              | 0                | 期               | 竜王             | 1組              | 2組              | 3組              | 4組              | 5組              | 6組              | 決勝 T           |                  |
| --- | ---------------- | ---------------- | ---------------- | ---------------- | ---------------- | ---------------- | ---------------- | ---------------- | ---------------- | ---------------- | ---------------- | ---------------- | ---------------- | ---------------- | ---------------- | ---------------- | ---------------- | ---------------- |
| 2010 | 69               |                  |                  |                  |                  |                  | C241             | 8-2              | 24               |                  |                  |                  |                  |                  |                  | 6組              | --               | 0-2              |
| 2011 | 70               |                  |                  |                  |                  |                  | C206             | 9-1              | 25               |                  |                  |                  |                  |                  |                  | 6組              | --               | 5-1              |
| 2012 | 71               |                  |                  |                  |                  |                  | C203             | 9-1              | 26               |                  |                  |                  |                  |                  | 5組              |                  | --               | 2-2              |
| 2013 | 72               |                  |                  |                  |                  | C128             |                  | 8-2              | 27               |                  |                  |                  |                  |                  | 5組              |                  | --               | 4-1              |
| 2014 | 73               |                  |                  |                  |                  | C104             |                  | 9-1              | 28               |                  |                  |                  |                  | 4組              |                  |                  | --               | 5-1              |
| 2015 | 74               |                  |                  |                  | B221             |                  |                  | 8-2              | 29               |                  |                  |                  | 3組              |                  |                  |                  | --               | 0-2              |
| 2016 | 75               |                  |                  |                  | B203             |                  |                  | 8-2              | 30               |                  |                  |                  |                  | 4組              |                  |                  | --               | 1-2              |
| 2017 | 76               |                  |                  | B111             |                  |                  |                  | 5-5              | 31               |                  |                  |                  |                  | 4組              |                  |                  | --               | 3-2              |
| 2018 | 77               |                  |                  | B109             |                  |                  |                  | 5-7              | 32               |                  |                  |                  |                  | 4組              |                  |                  | --               | 4-1              |
| 2019 | 78               |                  |                  | B109             |                  |                  |                  | 11-1             | 33               |                  |                  |                  | 3組              |                  |                  |                  | --               | 3-1              |
| 2020 | 79               |                  | A 09             |                  |                  |                  |                  | 5-4              | 34               |                  |                  | 2組              |                  |                  |                  |                  | --               | 0-2              |
| 2021 | 80               |                  | A 05             |                  |                  |                  |                  | 3-6              | 35               |                  |                  |                  | 3組              |                  |                  |                  | --               | 3-1              |
| 2022 | 81               |                  | A 08             |                  |                  |                  |                  | 5-4              | 36               |                  |                  | 2組              |                  |                  |                  |                  | --               | 2-1/昇1-0        |
| 2023 | 82               |                  | A 06             |                  |                  |                  |                  | 5-4              | 37               |                  | 1組              |                  |                  |                  |                  |                  | --               | 1-1/出1-1        |
| 2024 | 83               |                  | A 04             |                  |                  |                  |                  | 3-6              | 38               |                  | 1組              |                  |                  |                  |                  |                  | --               | 2-1/出0-1        |
| 2025 | 84               |                  |                  | B101             |                  |                  |                  | -                | 39               |                  | 1組              |                  |                  |                  |                  |                  | --               | -                |
| 順位戦、竜王戦の 枠表記 は挑戦者。右欄の数字は勝-敗(番勝負/PO含まず)。 順位戦の右数字はクラス内順位 ( x当期降級点 / *累積降級点 / +降級点消去 ) 順位戦の「F編」はフリークラス編入 /「F宣」は宣言によるフリークラス転出。 竜王戦の 太字 はランキング戦優勝、竜王戦の 組(添字) は棋士以外の枠での出場。 |                  |                  |                  |                  |                  |                  |                  |                  |                  |                  |                  |                  |                  |                  |                  |                  |                  |                  |

### 年度別成績
| 2010年度         | 42     | 32   | 10   | 0.7619 | [ 43 ] | 通算成績 | 通算成績 | 通算成績 | 通算成績 | 通算成績 |
| 年度             | 対局数 | 勝数 | 負数 | 勝率   | (出典) | 対局数   | 勝数     | 負数     | 勝率     | (出典)   |
| 2011年度         | 49     | 36   | 13   | 0.7346 | [ 44 ] |          |          |          |          |          |
| 2012年度         | 41     | 28   | 13   | 0.6829 | [ 45 ] |          |          |          |          |          |
| 2013年度         | 39     | 29   | 10   | 0.7435 | [ 46 ] |          |          |          |          |          |
| 2014年度         | 54     | 43   | 11   | 0.7962 | [ 47 ] |          |          |          |          |          |
| 2015年度         | 50     | 34   | 16   | 0.6800 | [ 48 ] |          |          |          |          |          |
| 2016年度         | 43     | 30   | 13   | 0.6976 | [ 49 ] |          |          |          |          |          |
| 2017年度         | 48     | 31   | 17   | 0.6458 | [ 50 ] |          |          |          |          |          |
| 2018年度         | 47     | 27   | 20   | 0.5744 | [ 51 ] |          |          |          |          |          |
| 2019年度         | 48     | 32   | 16   | 0.6666 | [ 52 ] |          |          |          |          |          |
| 2020年度         | 32     | 17   | 15   | 0.5312 | [ 53 ] |          |          |          |          |          |
| 2011-2020 (小計) | 451    | 307  | 144  |        |        | 通算成績 | 通算成績 | 通算成績 | 通算成績 | 通算成績 |
| 年度             | 対局数 | 勝数 | 負数 | 勝率   | (出典) | 対局数   | 勝数     | 負数     | 勝率     | (出典)   |
| 2021年度         | 39     | 23   | 16   | 0.5897 | [ 54 ] |          |          |          |          |          |
| 2022年度         | 40     | 25   | 15   | 0.6250 | [ 55 ] |          |          |          |          |          |
| 2023年度         | 49     | 28   | 21   | 0.5714 | [ 56 ] | 621      | 415      | 206      | 0.6682   | [ 57 ]   |
| 2024年度         | 34     | 15   | 19   | 0.4411 | [ 58 ] | 655      | 430      | 225      | 0.6564   | [ 59 ]   |
| 2021-2024 (小計) | 162    | 91   | 71   |        |        |          |          |          |          |          |
| 通算             | 655    | 430  | 225  | 0.6564 | [ 59 ] |          |          |          |          |          |
| 2024年度まで     |        |      |      |        |        |          |          |          |          |          |

### その他表彰
- 第26回関西囲碁将棋記者クラブ賞（2018年）[60][61]

## 出演

### テレビ
- 将棋フォーカス（NHK Eテレ、2019年4月 - 9月）番組内将棋講座「菅井流やんちゃ振り飛車」講師

## 著書
- 菅井ノート 後手編(マイナビ将棋BOOKS)（2012年9月、マイナビ、ISBN 978-4839944537）
- 菅井ノート 先手編(マイナビ将棋BOOKS)（2013年1月、マイナビ、ISBN 978-4839945756）
- 菅井ノート 実戦編(マイナビ将棋BOOKS)（2013年11月、マイナビ、ISBN 978-4839949082）
- 久保＆菅井の振り飛車研究(マイナビ将棋BOOKS)（共著：久保利明）（2015年1月、マイナビ、ISBN 978-4839954369）
- 菅井ノート 相振り編(マイナビ将棋BOOKS)（2017年10月、マイナビ出版、ISBN 978-4839964610）
- 菅井竜也のやんちゃ振り飛車(NHK将棋シリーズ) （2020年4月、NHK出版、ISBN 978-4140162743)
- 菅井竜也実戦集　ノーマル振り飛車編(2020年11月)
- 菅井竜也実戦集　角交換振り飛車編(2020年11月)